# 판노니아 인페리오르
판노니아 인페리오르(Pannonia Inferior) 혹은 하 판노니아는 로마 제국의 속주 중 하나이다. 중심 도시는 시르미움이었다. 또한 다뉴브강 유역의 국경 속주 중 하나였다. 서기 103년에 트라야누스 황제가 과거에 있던 판노니아 속주를 판노니아 수페리오르와 판노니아 인페리오르 등 둘로 나누면서 개설되었다. 인페리오르 속주는 오늘날 헝가리, 세르비아, 크로아티아, 보스니아헤르체고비나 등의 국가들의 영토로 이뤄졌으며, 동쪽으로는 (다뉴브강 너머) 사르마티아계 부족인 이아지게스족과 경계를 이뤘다. 이후에, 반달족이 북동쪽에서 출현했다.

## 취락

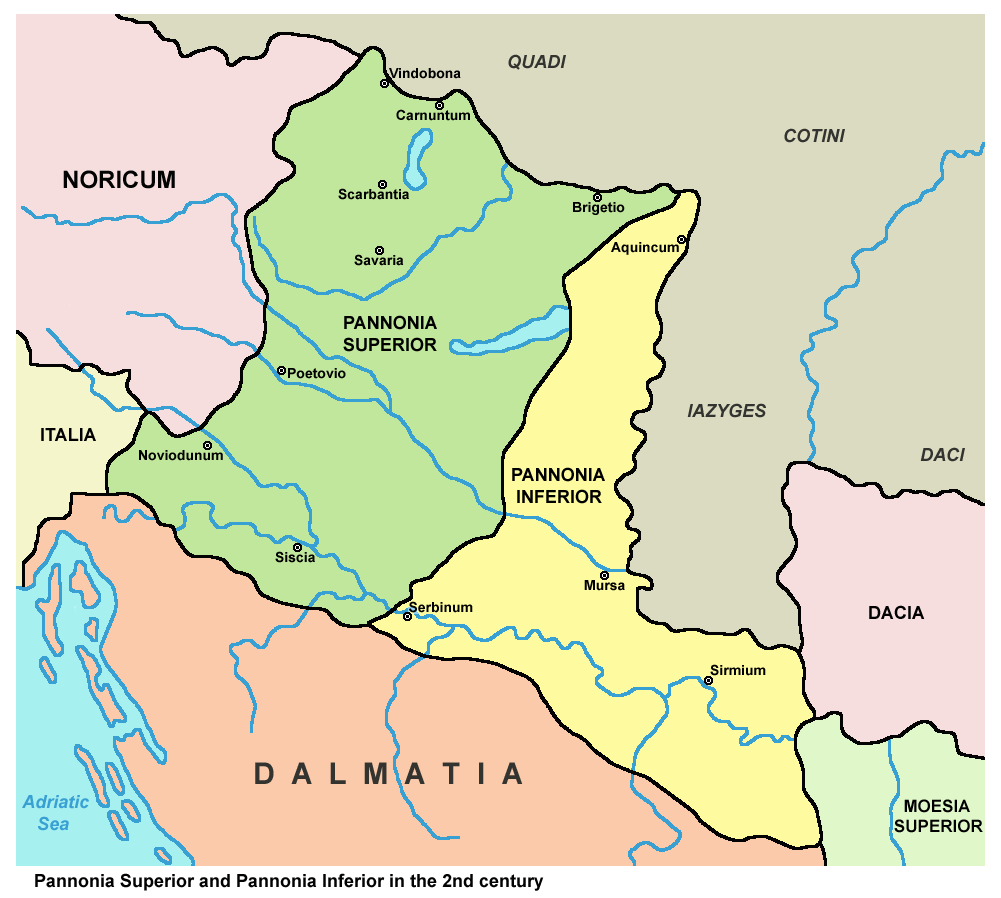
판노니아 인페리오르

판노니아 인페리오르의 주요 거점들에는 다음이 있다:
- 시르미움 (스렘스카미트로비차) - 몇몇 황제들의 거처로 사용되기도 했다.
- 아퀸쿰 (부더) - 속주의 주도.
- 쿠키움 (일로크)
- 키발라이 (빈코브치)
- 무르사 (오시예크)
- 케르티사 (자코보)
- 마르소니아 (슬라본스키브로드)
- 소피아나이 (페치)

## 영향과 유산
판노니아 인페리오르는 사두정치 기간에 소피아나이(Sopianae)를 중심으로 한 북쪽의 판노니아 발레리아, 시르미움을 중심으로 한 남쪽의 판노니아 세쿤다로 다시 한번 분리되었다. 프랑크 제국 시기인 9세기에, ‘판노니아 인테리오르’라는 용어는 슬라브족계 하 판노니아 공국을 포함했던 판노니아 지역의 동부와 남부를 가리키는 데 사용되었다.

## 총독 목록
- 푸블리우스 아일리우스 하드리아누스 106-108년[2]
- 티투스 율리우스 막시무스 만리아누스 108-110/111년
- 푸블리우스 아프라니우스 플라비아누스 111/112-114/115년
- 퀸투스 마르키우스 투르보 117/118-118/119년
- 루키우스 코르넬리우스 라티니아누스 ?127-130년[3]
- 루키우스 아티우스 마크로 130/131-133/134년
- 노니우스 무키아누스 134-136년[4]
- 루키우스 아일리우스 카이사르 136-137년
- 클라우디우스 막시무스 137-141년경[5]
- 마르쿠스 폰티우스 라일리아누스 라르키우스 사비누스 c. 141-c. 144
- 퀸투스 푸피키우스 코르누투스 144년경-147
- 마르쿠스 코미니우스 세쿤두스 147-150년경
- 마르쿠스 노니우스 마크리누스 150년경-153년경
- 마르쿠스 얄리우스 바수스 파비우스 발레리아누스 156년경-159년경
- 가이우스 율리우스 게미니우스 카펠리아누스 159년경-161년경
- 티베리우스 하테리우스 사투르니누스 161년경-164
- 티베리우스 클라우디우스 폼페이아누스 167년경
- 루키우스 울피우스 마르켈루스 173년 이전
- 가이우스 베티우스 사비니아누스 율리우스 호스페스 173년경-175
- 섹스투스 퀸틸리우스 콘디아누스 175년경-179년경
- 루키우스 셉티미우스 플라쿠스 179년경-183년경
- 루키우스 코르넬리우스 펠릭스 플로티아누스 183년경-185년[6]
- 가이우스 폼포니우스 바수스 테렌티아누스 192[7]
- 가이우스 발레리우스 푸덴스 192년경-194년경
- 티베리우스 클라우디우스 클라우디아누스 197/198년경
- 루키우스 바이비우스 카이킬리아누스 199-202년
- 루키우스 카시우스 마르켈리누스 202년과 204년 사이
- 가이우스 율리우스 셉티미우스 카스티누스 211/212년경
- 트리키아누스 217-218년[8]
- 폰티우스 프로쿨루스 폰티아누스 219년경-222[9]

## 같이 보기
- 판노니족
- 판노니아
- 판노니아 세쿤다
- 판노니아 발레리아
- 판노니아 관구
- 로마 제국

## 참고 문헌
- Mirković, Miroslava B. (2017). 《Sirmium: Its History from the First Century AD to 582 AD》. Novi Sad: Center for Historical Research.
- Mócsy, András (2014) [1974]. 《Pannonia and Upper Moesia: A History of the Middle Danube Provinces of the Roman Empire》. New York: Routledge. ISBN 9781317754251.